# Stearato di zinco
Lo stearato di zinco è il sale di zinco dell'acido stearico. Chimicamente è un sapone di zinco molto usato in campo industriale.

## Caratteristiche
A temperatura ambiente si presenta come un solido bianco dall'odore tenue, praticamente insolubile nei solventi polari come acqua, alcool e etere, mentre è solubile a caldo negli idrocarburi aromatici (come il benzene) o clorurati. Tra i saponi metallici è quello con il maggior potere distaccante e per questo viene ampiamente utilizzato nell'industria delle materie plastiche e della gomma.
Non contiene elettroliti e possiede un effetto idrofobo.
Secondo la direttiva 67/584/CEE, non è considerato una sostanza pericolosa; l'ingestione di consistenti quantità può dar luogo ad irritazione.
È un prodotto combustibile e può creare miscele esplosive con l'aria, quando vi è disperso in forma di polvere sottile.

## Applicazioni
Date le sue proprietà anti adesive, è ampiamente utilizzato come distaccante o agente di rilascio nella produzione di articoli di gomma, plastica e poliuretano; inoltre nella trasformazione del poliestere e nella metallurgia delle polveri.  Nell'industria cosmetica si usa come lubrificante e addensante per migliorare l'aspetto superficiale.
Nell'industria della gomma viene impiegato anche come attivante di vulcanizzazione per lo zolfo e gli acceleranti.
Data la sua natura lipofila, funziona da catalizzatore per trasferimento di fase nella saponificazione dei grassi.
Nel campo della prestidigitazione viene utilizzato come sostanza che agevola la creazione di ventagli con le carte da gioco.